# قتاده بن دعامه
أبو الخطاب قتادة بن دعامة بن عکابة الدوسی (۶۱ هـ- ۱۱۸ هـ، ۶۸۰–۷۳۶م) به لغت وتاریخ عرب و نسب شناسی، حدیث، شعر عرب، تفسیر علم داشت و حافظ بود و در بصره می‌زیست. نابینا بود. احمد بن حنبل دربارهٔ او می‌گوید: «او با حافظه‌ترین اهل بصره بود و چیزی نمی‌شنید مگر اینکه آن را حفظ می‌کرد، من یک بار صحیفهٔ جابر را برای او خواندم و او حفظ شد.» حافظهٔ او در طول تاریخ ضرب‌المثل بود. او در عراق به مرض طاعون در گذشت.

## زندگی
او ازبادیه‌نشینان عرب و از قبیلهٔ بنی شیبان در شمال عربستان بود.
اولین گزارش از او در کتاب الطبقات الکبیر محمد بن سعد است. او چندین سال شاگرد و از یاران حسن بصری بود. او طوماری از صحابهٔ پیامبر اسلام جابر بن عبدلله بود. († 697) از او احادیثی از پیامبر اسلام نقل قول شده‌است. این احادیث بعدها در مجموعهٔ حدیثی از احمد بن حنبل حفظ شده‌است. بر اساس برخی گزارش‌ها از المزی، یوسف بن الزکی عبد الرحمان بن یوسف الکلبی وابوعبدالله محمد ذهبی در شرح حال او مرگ قتاده را در سال ۷۳۵ در استان واسط و به مرض طاعون یاد کرده‌اند.

## آثار

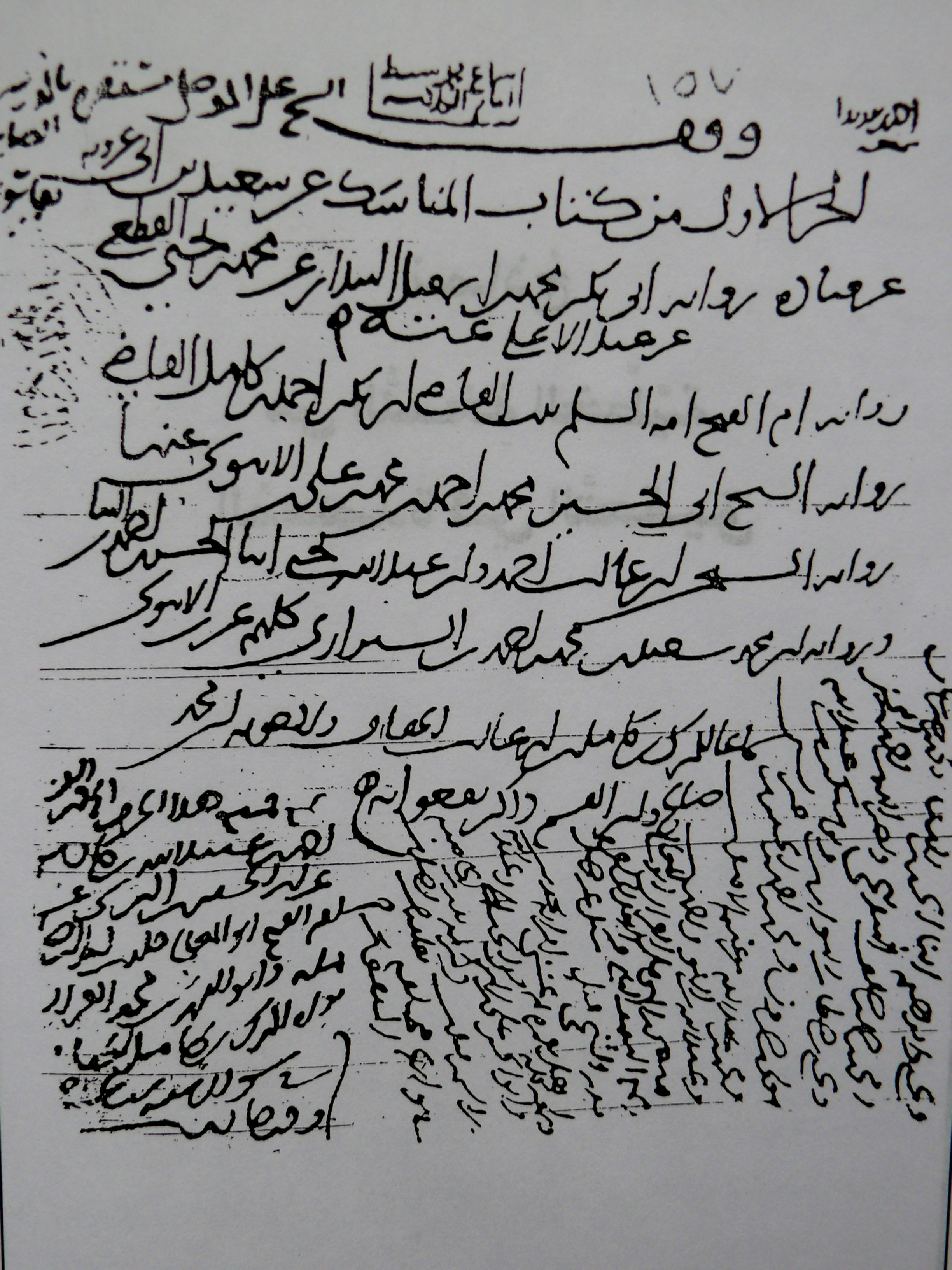
صفحهٔ عنوان کتاب المناسک. بخش I.. قرن۱۲

او از عبدالله بن سرجس و أنس بن مالک و أبی طفیل کنانی و سعید بن مسیب و أبی عالیة رفیع ریاحی و صفوان بن محرز و أبی عثمان نهدی و زرارة بن أوفی و نضر بن أنس و عکرمة مولی ابن‌عباس و أبی ملیح بن أسامة و حسن بصری و بکر بن عبدالله مزنی و أبی حسان أعرج و هلال بن یزید و عطاء بن أبی رباح و معاذة عدویة و بشر بن عائذ منقری و بشر بن محتفز و بشیر بن کعب و أبی شعثاء جابر بن زید و جری بن کلیب سدوسی و حبیب بن سالم در آنچه نوشته شده از او و حسان بن بلال و حمید بن عبدالرحمن بن عوف و خالد بن عرفطة و خلاس هجری و خیثمة بن عبد الرحمن و سالم بن أبی جعد و شهر بن حوشب و عبدالله بن شقیق و عقبة بن صهبان و مطرف بن شخیر و محمد بن سیرین و نصر بن عاصم و أبی مجلز و أبی أیوب المراغی و أبی الجوزاء الربعی و از عمران بن حصین و سفینة و أبی هریرة به صورت مرسل و از مسلم ین یسار و قزعة بن یحیی و عامر شعبی و بسیاری دیگر نقل قول کرده‌است. أیوب سختیانی و ابن أبی عروبة و معمر بن راشد و أوزاعی و مسعر بن کدام و عمرو بن حارث مصری و شعبة بن حجاج و جریر بن حازم و شیبان نحوی و همام بن یحیی و حماد بن سلمة و أبان عطار و سعید بن بشیر و سلام بن أبی مطیع و شهاب بن خراش و حسام بن مصک و خلید بن دعلج و سعید بن زربی و صعق بن حزن و عفیر بن معدان و موسی بن خلف عمی و یزید بن إبراهیم تستری و أبو عوانة وضاح و دیگران از او نقل قول کرده‌اند.
- معمولاً نوشته‌های تفسیری جان سالم به در نبرده‌اند. مثلاً سه صفحه آن‌ها در اسکندریه و در خلال مطالعات کتاب مقدس در ۱۱۷۷ از معتبرترین مراجع است. تا این که در سال ۱۹۸۸ کتاب الناسخ والمنسوخ دربارهٔ نسخ در قرآن در بیروت منتشر شد.[۵]

او در روایت حدیث تقلب می‌کرد مثلاً بعضی از راویان ضعیف را حذف می‌کرد و به راویان مورد اعتماد نسبت می‌داد. از آن جمله:
1. کتاب المجروحین ۱–۹۲
2. کتاب معرفة علوم الحدیث ص۱۰۷
3. کتاب المدخل إلی الإکلیل ص۴۶
4. کتاب الاستذکار ۶–۳۹ للإمام ابن عبد البر
5. کتاب الکفایة ص ۲۵۵
6. مسائل حرب بن إسماعیل لأحمد وإسحاق بن راهویه ص ۴۶۵
7. سؤالات أبی داود الفقهیة للإمام أحمد ص ۲۲۷

قتاده بن دعامه